# 프레드릭 로우
프레드릭 퍼디넌드 로우(1828년 6월 30일 ~ 1894년 7월 21일)은 미국의 정치인, 의원 그리고 제9대 캘리포니아 주지사이다.

## 생애
1828년 프랭크포트(현재의 메인주 윈터포트)에서 태어나, 메인주 햄프던의 햄프던 아카데미에 입학했다. 1849년 로우는 캘리포니아로 이사를 가서 샌프란시스코에서 선적회사에 들어갔다. 1854년에서 1861년까지는 캘리포니아 매리즈빌에서 은행원으로 일을 했다.
로우는 제37대 의회에 공화당 후보로 신임장을 제출했지만, 특별법이 통과되기 전까지는 좌석을 배당받지 못했다. 그는 하원의원으로 1862년 6월 3일부터 1863년 3월 3일까지 일을 했다.
1863년 로우는 샌프란시스코 항의 세관원으로 임명되었고, 그후 1863년 12월 10일부터 1876년 12월 5일까지 캘리포니아 주지사가 되었다. 그는 1869년 캘리포니아 의회당이 개장할 때까지 관사와 직무실로서 스탠퍼드 맨션에 살았던 두번째 캘리포니아 주지사였다. 또한 내전을 경험한 최후의 주지사이기도 했다. 그의 임기 중에 세운 업적은 요세미티 국립공원과 캘리포니아 대학교를 세운 것이었다. 그는 캘리포니아 대학의 아버지였지만, 대학 헌장에 서명을 한 이는 그의 후임자 헨리 H. 하이트로 1868년 3월 23일에 서명을 했다.
1869년부터 1874년까지는 중국 대사로 임명되어 복무를 했다. 그가 중국 대사로 일하는 동안에, 조선은 신미양요를 겪으며 거센 개방 압력을 받게 된다.
1894년 7월 21일, 샌프란시스코에서 사망을 했고, 콜마에 있는 사이프레스 론 미모리얼 파크에 매장되었다.

## 역대 선거 결과
| 선거명      | 직책명                           | 대수 | 정당   | 득표율 | 득표수   | 결과 | 당락                       |
| ----------- | -------------------------------- | ---- | ------ | ------ | -------- | ---- | -------------------------- |
| 1860년 선거 | 하원의원 (캘리포니아 광역선거구) | 37대 | 공화당 | 45.6%  | 39,059표 | 1위  | 캘리포니아주 하원의원 당선 |
| 1863년 선거 | 캘리포니아 주지사                | 9대  | 공화당 | 59.03% | 64,283표 | 1위  | 캘리포니아 주지사 당선     |